# Висока (Сілезьке воєводство)
Висока (пол. Wysoka) — село в Польщі, у гміні Лази Заверцянського повіту Сілезького воєводства.
Населення — 1202 особи (2011).

## Демографія
Демографічна структура станом на 31 березня 2011 року:
|          | Загалом | Допрацездатний вік | Працездатний вік | Постпрацездатний вік |
| -------- | ------- | ------------------ | ---------------- | -------------------- |
| Чоловіки | 570     | 97                 | 391              | 82                   |
| Жінки    | 632     | 106                | 339              | 187                  |
| Разом    | 1202    | 203                | 730              | 269                  |